# Rhotana septemmaculata
Rhotana septemmaculata är en insektsart som beskrevs av William Lucas Distant 1907. Rhotana septemmaculata ingår i släktet Rhotana och familjen Derbidae. Inga underarter finns listade i Catalogue of Life.